# Buggery Act 1533

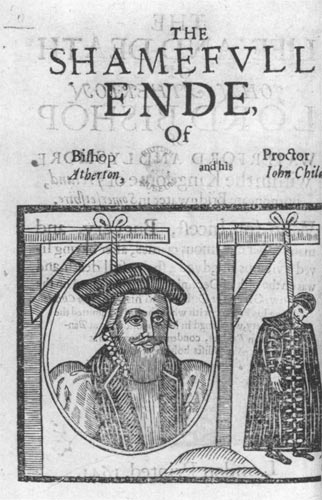
John Atherton, impiccato per sodomia nel 1641, e il suo amante John Childe.

Il Buggery Act (traducibile come "Atto Legislativo sulla Sodomia"), il cui nome ufficiale era Parliament act, 25 Henry VIII ("Atto Legislativo del Parlamento, 25 Enrico VIII", da intendersi nel senso di "Venticinquesimo atto legislativo del Parlamento ad essere promulgato da Enrico VIII"), fu adottato in Inghilterra nel 1533 sotto il regno di Enrico VIII e fu la prima legge espressamente contro la sodomia nel paese, nonché una delle prime leggi contro la sodomia promulgate in un Paese germanico senza basarsi sullo ius commune.

## Storia
Il Buggery Act fu dovuto soprattutto all'iniziativa parlamentare di Thomas Cromwell. La legge stabiliva che la buggery (un termine inglese che comprende tutti gli atti di sesso non procreativo, ma soprattutto il sesso anale, specie omosessuale, nonché gli atti di zooerastia) fosse punibile con l'impiccagione. Tale pena sarebbe stata abolita per questo reato solo nel 1861, quando ormai tutti gli altri Stati d'Europa avevano abrogato la pena di morte per la sodomia.
È stato suggerito che questa legge possa essere stata introdotta come misura contro il clero, dato che venne emesso dopo la separazione della Chiesa d'Inghilterra da Roma, ma non ci sono prove a sostegno di tale ipotesi. La legge stessa si limita ad osservare che non c'era "sufficiente e adeguata punizione" per tali atti.
La prima persona giustiziata per questo atto fu, nel luglio del 1540, Lord Hungerford di Heyetsbury, anche se a costargli la vita fu più probabilmente l'accusa di tradimento.
Nicholas Udall, un chierico, drammaturgo e capo college di Eton, fu nel 1541 la prima persona ad essere condannata per violazione di questa sola legge (cioè senza il concorso di accuse di altro genere), ma in un caso dalle motivazioni, probabilmente, politiche. In effetti, la sentenza fu commutata in reclusione e Udall fu scarcerato meno di un anno dopo la condanna.
Nei decenni successivi, però, la legge entrò nel costume e nella mentalità, così, le condanne per "buggery" si contarono a decine.

## Sorte della legge
La legge inizialmente aveva una scadenza precisa. Fu poi riconfermata tre volte e solo nel 1541 le fu dato valore perpetuo.
Ciononostante, fu abolita nel 1547, sotto Edoardo VI, e riportata ancora in vigore nel 1548, prevedendo stavolta che i beni del giustiziato non fossero confiscati, bensì andassero agli eredi.
La regina Maria abolì però tutte le leggi del suo predecessore - questa inclusa - nel 1548.
Solo nel 1563 Elisabetta I ripristinò (5 Eliz I. c.17) la legge di suo padre (nella versione del 1533, non in quella del 1548), dandole valore permanente.
Nel 1861 venne sostituita da una nuova legge contro i rapporti sessuali innaturali, che prevedeva come pena massima l'ergastolo invece della pena di morte.